# Gustav Alexander
Gustav Bernhard Franck Alexander (1886 - 14. november 1929) var en britisk lacrosse-spiller som deltog OL 1908 i London.
Alexander vandt sølvmedalje i lacrosse under OL 1908 i London. Han var med på det britiske lacrossehold som kom på en andenplads i konkurrencen i lacrosse. Der var kun to hold med i konkurrencen.